# 王珍國
王珍國（5世紀—515年），字德重，沛國相縣（今安徽省濉溪縣西北）人。
王珍國开始為冠軍行參軍，官至南譙郡太守、桂陽內史，在郡內賑濟撫恤孤貧，討捕盜賊，被稱為良守。齊明帝時，以平定會稽郡太守王敬則的反亂，轉任青州、冀州二州刺史。蕭衍起兵圍攻建康，蕭寶卷召他護衛京師，他和衛尉張稷斬殺蕭寶卷投靠蕭衍。南梁建立，封滠陽縣侯，轉任左衛將軍。天監五年（506年），率軍討伐北魏任城王元澄，有功，升任通直散騎常侍、丹陽尹，死後諡號威。

## 延伸阅读
[在维基数据编辑]
 《梁書·卷17》，出自姚思廉《梁書》